# Det Gyldne Kompas (serie)
 Der er for få eller ingen kildehenvisninger i denne artikel, hvilket er et problem. Du kan hjælpe ved at angive troværdige kilder til de påstande, som fremføres i artiklen.

Det Gyldne Kompas (His Dark Materials, som serien hedder på engelsk; udgivet som The Golden Compass i Nordamerika) er en fantasy-bogstrilogi for børn og unge skrevet af Philip Pullman, hvoraf den mest kendte er trilogiens første del Det Gyldne Kompas. Den foregår i et parallelt univers, der geografisk er som vores og som indeholder ting som universitetet i Oxford, men som også er hjemsted for væsener som panserbjørne og hekse. Den er skrevet i genren fantasy. Serien er oversat til dansk af Hanna Lützen.
Titlen His Dark Materials / Hans Mørke Emner er taget fra en sætning i digtet Det tabte Paradis (Paradise Lost på engelsk) af John Milton, som har været Pullmans primære inspirationskilde.

## Handling
Bøgerne følger den 12-årige pige Lyra og hendes daimon Pantalaimon. Hun bliver hvirvlet ind i en kamp mellem det gode og det onde, alt på grund af stoffet "Støv". På sin rejse gennem universer og lande møder hun blandt andet drengen Will, heksedronningen Serafina Pekkala, panserbjørnen Iorek Byrnison, den onde guddom Autoriteten, Lord Asriel, Mrs. Coulter og et alethiometer.

## Bøgerne
Trilogien består af:
1. Det Gyldne Kompas (originaltitel: Northern Lights)
2. Skyggernes Kniv (originaltitel: The Subtle Knife)
3. Ravkikkerten (originaltitel: The Amber Spyglass)

## Film
1. Det Gyldne Kompas

## TV Serie
1. His Dark Materials (2019)